# Temporada 1964-1965 del FC Barcelona
Les dades més destacades de la temporada 1964-1965 del Futbol Club Barcelona són les següents:

## 1965

### Maig
- 15 maig - Enric Llaudet és reelegit president del club per la Junta general extraordinària amb el vot de 164 compromissaris enfront 35 vots a favor de l'altre candidat, l'hoteler Josep Maria Vendrell. --- Copa del Generalísimo. Setzens de Final. Tornada. El Barça elimina el Racing de Santander amb una nova victòria (4-0) a l'estadi. Debut oficial de l'extrem del planter Lluís Pujol que aconsegueix dos gols; els altres dos són obra de Fusté i Pereda.

### Abril
- 25 abril - Copa del Generalísimo. Setzens de Final. Anada. Còmoda victòria blaugrana a domicili (1-4) davant el Racing de Santander. Gols blaugrana de Re (2), Rifé i de Carles Rexach que debuta en partit oficial.
- 24 abril - El termini de presentació de candidatures a la presidencia i consell directiu del club es tanca amb dues propostes presentades: la de l'actual president Enric Llaudet i la de l'hoteler Josep Maria Vendrell
- 18 abril - 30a. jornada de Lliga. Comiat a la Lliga al Camp Nou amb un pobre empat (0-0) enfront del Betis i protestes i mocadors de desaprovació a la graderia. El Barça acaba la competició en el sisè lloc de la taula a 15 punts del campió Real Madrid i superat de 3 punts pel modest Córdoba CF. El paraguaià Cayetano Re acaba pichichi amb 25 gols.
- 11 abril - 29a. jornada de Lliga. El Reial Saragossa venç el Barça (2-0) a la Romareda amb gols de Marcelino i Endériz.
- 4 abril - 28a. jornada de Lliga. Victòria del Barça enfront del València (2-0) al Camp Nou amb dos gols de Re
- 2 abril - Enric Llaudet fa pública una nota en la qual critica l'oposició que reclama eleccions immediates abans de l'estiu. El president es referma en celebrar-les a l'inici de la propera temporada.

### Febrer
- 28 febrer - 24a. jornada de Lliga. El Reial Madrid s'imposa al Barça (1-2) en el Camp Nou. El paraguaià Re avança els blaugrana, però Pirri i Serena capgiren el marcador a favor dels blancs. El Barça queda a 9 punts dels dos equips de Madrid que comparteixen el liderat.
- 17 febrer - 22a. jornada de Lliga. Apassionant duel al Camp Nou entre el Barça i el Sevilla amb victòria dels locals (4-3), després que els andalusos remuntessin un 2-0 inicial fins a situar-se en 2-3. Gols barcelonistes de Re (3) i Vidal. El Barça queda quart a la taula a set punts del líder Atlètic de Madrid.
- 10 febrer - Copa de Fires. Vuitens de final. Tornada. El Barça i el RC Strasbourg empaten (2-2) al Camp Nou. Gols barcelonistes de Julio César Benítez i Juan Seminario, que iguala el resultat a l'últim minut de joc i força el partit de desempat.
- 7 febrer - 21a. jornada de Lliga. Empat del Barça a San Mamés (0-0) davant l'Athletic Club, amb gran actuació del porters Iríbar i Sadurní.
- 5 febrer - Barça i Osasuna acorden la cessió d'Enric Gensana a l'equip navarrès fins a final de temporada.

### Gener
- 31 gener - 20a. jornada de Lliga. Victòria del Barça sobre el Llevant (4-2) a l'estadi, amb Fusté i Pereda lesionats sobre el camp i gols de Re, Rifé, Pereda i Seminario. Els blaugrana són quarts a set punts del Real Madrid
- 20 gener - Copa de Fires. Vuitens de final. Anada. El Barça empata (0-0) amb l'equip alsacià del RC Strasbourg a l'Stade de la Meinau. El partir es juga sobre la neu amb una temperatura de -3r. i l'àrbitre anul·la un gol a Seminario.

## 1964

### Desembre
- 2 desembre - Copa de Fires. Setzens de final. Tornada. El Barça, en un gran partit defensiu, aguanta l'empat (0-0) a Glasgow i elimina el Celtic davant 43.000 espectadors

### Novembre
- 29 novembre - 11a. jornada de Lliga. La derrota del Barça a Altabix (2-0) davant l'Elx deixa els blaugrana a set punts del líder Reial Madrid i augmenta la crisi de l'equip, que acumula cinc victòries i sis derrotes.
- 22 novembre - 10a. jornada de Lliga. El Barça s'imposa sense problemes al Córdoba CF a l'estadi (4-1), amb gols de Re (2) Juan Seminario i Lluís Vidal.
- 18 novembre - Copa de Fires. Setzens de final. Anada. Victòria blaugrana sobre el Celtic Glasgow (3-1) al Camp Nou. Zaldúa, Sminario i Rifé són els golejadors
- 1 novembre - 8a. jornada de Lliga. Victòria del Barça sobre l'Espanyol (1-0) al Camp Nou amb gol de Joaquim Rifé que resol un derbi fluix i equilibrat. Els blaugrana ocupen el setè lloc a la classificació a sis punts del líder Atlètic de Madrid

### Agost
- 17 agost - La directiva blaugrana fa pública una nota en la qual manifesta que el possible fitxatge de l'exporter del Real Madrid José Vicente Traín no es durà a terme, atès que les negociacions amb el jugador s'han trencat sense acord
- 6 agost - Empat blaugrana amb el Monterrey (4-4) en l'últim partit de la gira per terres mexicanes.
- 1 agost - Primera victòria del Barça en la seva gira mexicana davant el Guadalajara (2-3). El partit el presencien 40.000 espectadors

## Plantilla[1][2]
| Porters - Salvador Sadurní - José Manuel Pesudo - Ismael Comas | Defenses - Ferran Olivella - Foncho - Julio César Benítez - Eladi Silvestre - Sígfrid Gràcia - Rodri | Centrecampistes - Martí Vergés - Jesús Garay - Josep Maria Fusté - Joan Torrent - Enric Gensana | Davanters - Jesús Pereda - Pedro Zaballa - José Antonio Zaldúa - Cayetano Re - Juan Seminario - Fernand Goyvaerts - Lluís Vidal - Joaquim Rifé - Vicente González - Sandor Kocsis - Lluís Pujol - Antoni Camps - Carles Rexach (filial) |

## Classificació
- Lliga d'Espanya: Sisena posició amb 32 punts (30 partits, 14 victòries, 4 empats, 12 derrotes, 59 gols a favor i 41 en contra).
- Copa d'Espanya: Quarts de final. Eliminà el Santander i Reial Múrcia, però fou derrotat pel Reial Saragossa.
- Copa de les Ciutats en Fires: Quarts de final.

## Resultats
| PARTITS |
| --- |
| 06-09-64. AMISTÓS GRANOLLERS-BARCELONA 0-2 09-09-64. AMISTÓS BARCELONA-BORUSSIA MOENCHENGLADBACH 4-2 13-09-64. LLIGA LAS PALMAS-BARCELONA 2-1 20-09-64. LLIGA BARCELONA-ATLETICO MADRID 2-3 23-09-64 COPA DE FIRES BARCELONA-FIORENTINA 0-1 27-09-64. LLIGA DEPORTIVO LA CORUNA-BARCELONA 1-2 04-10-64. LLIGA BARCELONA-MURCIA 8-1 07-10-64. COPA DE FIRES FIORENTINA-BARCELONA 0-2 11-10-64. LLIGA LEVANTE-BARCELONA 5-1 18-10-64. LLIGA BARCELONA-ATHLETIC BILBAO 4-0 25-10-64. LLIGA SEVILLA-BARCELONA 2-1 26-10-64. AMISTÓS SELECCIO PROVINCIAL TARRAGONA-BARCELONA 2-2 29-10-64. AMISTÓS GIRONA-BARCELONA, 2-4 01-11-64. LLIGA BARCELONA-ESPANYOL 1-0 08-11-64. LLIGA REAL MADRID-BARCELONA 4-1 11-11-64. AMISTÓS BALAGUER-BARCELONA 2-6 18-11-64. COPA DE FIRES BARCELONA-CELTIC GLASGOW 3-1 22-11-64. LLIGA BARCELONA-CORDOBA 4-1 29-11-64. LLIGA ELCHE-BARCELONA 2-0 02-12-64. COPA DE FIRES CELTIC-BARCELONA 0-0 06-12-64. LLIGA BARCELONA-OVIEDO 5-0 13-12-64. LLIGA VALENCIA-BARCELONA 2-4 20-12-64. LLIGA BARCELONA-ZARAGOZA 2-0 25-12-64. AMISTÓS EUROPA-BARCELONA 4-3 27-12-64. LLIGA BETIS-BARCELONA 2-1 03-01-65. LLIGA BARCELONA-LAS PALMAS 4-0 10-01-65. LLIGA ATLETICO MADRID-BARCELONA 3-2 17-01-65. LLIGA BARCELONA-DEPORTIVO LA CORUNA 2-0 20-01-65. COPA DE FIRES ESTRASBURGO-BARCELONA 0-0 24-01-65. LLIGA MURCIA-BARCELONA 0-2 26-01-65. AMISTÓS CARTAGENA-BARCELONA 1-3 31-01-65. LLIGA BARCELONA-LEVANTE 4-2 07-02-65. LLIGA ATHLETIC BILBAO-BARCELONA 0-0 10-02-65. COPA DE FIRES BARCELONA-ESTRASBURGO 2-2 14-02-65. LLIGA BARCELONA-SEVILLA 4-3 21-02-65. LLIGA ESPANYOL-BARCELONA 0-0 28-02-65. LLIGA BARCELONA-REAL MADRID 1-2 07-03-65. LLIGA CORDOBA-BARCELONA 1-0 18-03-65. COPA DE FIRES BARCELONA-ESTRASBURG 0-0 llancament duna moneda 21-03-65. LLIGA BARCELONA-ELCHE 1-1 28-03-65. LLIGA OVIEDO-BARCELONA 2-0 04-04-65. LLIGA BARCELONA-VALENCIA 2-0 11-04-65. LLIGA ZARAGOZA-BARCELONA 2-0 18-04-65. LLIGA BARCELONA-BETIS 0-0 25-04-65. COPA GENERALISIMO RACING SANTANDER-BARCELONA 1-4 15-05-65. COPA GENERALISIMO BARCELONA-RACING SANTANDER 4-0 23-05-65. COPA GENERALISIMO BARCELONA-MURCIA 4-1 30-05-65. COPA GENERALISIMO MURCIA-BARCELONA 1-0 06-06-65. COPA GENERALISIMO ZARAGOZA-BARCELONA 6-4 12-06-65. COPA GENERALISIMO BARCELONA-ZARAGOZA 0-1 29-06-65. AMISTÓS VILLANUEVA-BARCELONA 2-2 |